# Nižné Bielovodské Žabie pleso
Nižné Bielovodské Žabie pleso je ledovcové jezero, jedno ze dvou Bielovodských Žabích ples v Bielovodské Žabí dolině, která tvoří jednu z bočních větví Bielovodské doliny ve Vysokých Tatrách na Slovensku. Má rozlohu 4,6840 ha. Je 360 m dlouhé a 185 m široké. Dosahuje maximální hloubky 20,5 m. Objem činí 325 244 m³. Leží v nadmořské výšce 1674,6 m.

## Okolí
Na západě se nad plesem zvedají stěny Žabího hrebeně, ve kterém je nejvyšší Nižný Žabí štít. Na jihu dolina pokračuje dalším stupněm k Vyšnému Bielovodskému Žabímu plesu a poté je ukončena skalními stěnami Žabího Mnícha a Velkého Žabího štítu. Na východě je výrazný vrchol Mlynár a o něco menší Malý Mlynár. Okolí plesa je částečně kamenité a částečně porostlé kosodřevinou.

## Vodní režim
Do plesa na jižní straně přitéká Žabí potok z Vyšného Bielovodského Žabího plesa, který je nad plesem převážně podpovrchový. Odtéká na severní straně do Bielovodské doliny, kde ústí do Biele vody. Rozměry jezera v průběhu času zachycuje tabulka:
| Rok     | Měření prováděl   | Rozloha ha | Délka m | Šířka m | Hloubka max.m | Objem m³ |
| ------- | ----------------- | ---------- | ------- | ------- | ------------- | -------- |
| 1930+   | Józef Szaflarski  | 3,975      | 325     | 210     | 20,2          | [ 3 ]    |
| 1961–67 | pracovníci TANAPu | 4,650      | 360     | 185     | 20,2          | [ 3 ]    |
| 2005    | Gregor, Pacl      | 4,6840     | [ 3 ]   | [ 3 ]   | 20,5          | 325 244  |

## Přístup
Podél potoka vede k plesu stezka z Bielovodské doliny od  modré turistické značky, pro veřejnost je však přístup zakázaný.